# Diastylis exilicauda
Diastylis exilicauda är en kräftdjursart som beskrevs av Jones 1969. Diastylis exilicauda ingår i släktet Diastylis och familjen Diastylidae.
Artens utbredningsområde är Stora Australbukten. Inga underarter finns listade i Catalogue of Life.